# Carpodacus roseus
El camachuelo de Pallas (Carpodacus roseus)
 es una especie de ave paseriforme de la familia Fringillidae propia de Asia. Fue descrita por el zoólogo alemán Peter Simon Pallas en 1776.

## Distribución
Se distribuye a través de China, Japón, Kazajistán, Corea, Mongolia y Rusia. Su hábitat natural son los bosques y matorrales boreales.

## Subespecies
Se reconocen dos subespecies:
- C. r. portenkoi Browning, 1988– cría en Sajalín; migra al sur de Corea y el norte de Japón.
- C. r. roseus (Pallas, 1776)– cría en Siberia y el norte de Mongolia; migra en el invierno al norte de China y Japón.